# 24-graphe de Klein
Pour les articles homonymes, voir Graphe de Klein.
Le 24-graphe de Klein est, en théorie des graphes, un graphe 7-régulier possédant 24 sommets et 84 arêtes.

## Propriétés

### Propriétés générales
Le diamètre du 24-graphe de Klein, l'excentricité maximale de ses sommets, est 3, son rayon, l'excentricité minimale de ses sommets, est 3 et sa maille, la longueur de son plus court cycle, est 3. Il s'agit d'un graphe 7-sommet-connexe et d'un graphe 7-arête-connexe, c'est-à-dire qu'il est connexe et que pour le rendre déconnecté il faut le priver au minimum de 7 sommets ou de 7 arêtes.
Il peut être plongé dans une surface orientable de genre 3, où il forme la « carte de Klein », avec 56 faces triangulaires, de symbole de Schläfli {3,7}8.

### Coloration
Le nombre chromatique du 24-graphe de Klein est 4. C'est-à-dire qu'il est possible de le colorer avec 4 couleurs de telle façon que deux sommets reliés par une arête soient toujours de couleurs différentes mais ce nombre est minimal. Il n'existe pas de 3-coloration valide du graphe.
L'indice chromatique du 24-graphe de Klein est 7. Il existe donc une 7-coloration des arêtes du graphe telle que deux arêtes incidentes à un même sommet soient toujours de couleurs différentes. Ce nombre est minimal.

### Propriétés algébriques
Le 24-graphe de Klein est symétrique, c'est-à-dire que son groupe d'automorphismes agit transitivement sur ses arêtes, ses sommets et ses arcs. Son groupe d'automorphisme est d'ordre 336.
Le polynôme caractéristique  de la matrice d'adjacence du 24-graphe de Klein est : {\displaystyle (x-7)(x+1)^{7}(x^{2}-7)^{8}}.